# Zootropolis 2
Zootropolis 2 (engelska: Zootopia 2) är en animerad långfilm med premiär 2025. Den är producerad av Walt Disney Animation Studios och regisserad av Jared Bush och Byron Howard. Filmen är en uppföljare till Zootropolis från 2016.
Filmen är planerad att ha biopremiär i Sverige den 26 november 2025, utgiven av Walt Disney Studios Motion Pictures.

## Rollista i urval
| Roll       | Originalröster   | Svenska röster |
| ---------- | ---------------- | -------------- |
| Judy Hopps | Ginnifer Goodwin | TBA            |
| Nick Wilde | Jason Bateman    | TBA            |
| Gary       | Jonathan Ke Quan | TBA            |
| Nibbles    | Fortune Feimster | TBA            |
| Gazelle    | Shakira          | TBA            |

## Produktion
I juni 2016 pratade regissörerna Byron Howard och Rich Moore om möjligheten till en Zootropolis-uppföljare. Den 8 februari 2023 bekräftade Disneys VD Bob Iger att uppföljaren var under aktiv utveckling. Nästan exakt ett år senare, den 7 februari 2024, tillkännagav Iger filmens premiärdatum och att den officiellt skulle få titeln Zootopia 2.